# Kanhua chan
Kanhua chan (看話禅; kor. kanhwa sŏn (간화선); jap. kanna zen; wiet. khán thoại thiền) – chan introspekcji gong’anu a ściślej chan introspekcji słów, system praktyki gong’anowej powstały w XII wieku.

## Geneza i historia pojęcia
W poszukiwaniu swojej tożsamości chan rozwiązał najpierw problem "nagłego" (chiń. dun) i "stopniowego" (chiń. jian) stylu praktyki oraz retoryki używanej w tej szkole. Jednym ze skutków tego procesu było rozwinięcie odrębnej techniki medytacji właściwej tylko dla chanu. Już nawet to, że chan przyjął nazwę od ogólnego określenia "medytacji" – skt dhyāna, chiń. chan – zmusiło go do stworzenia formy medytacji, którą mógłby uznać za wyłącznie swoją. Dokonał tego przez zerwanie z praktykami wcześniejszych sino-indyjskich szkół buddyjskich
Równocześnie z tymi zmianami chan eksperymentował z nowym rodzajem religijnego języka, wykazując także na poziomie konceptualnym autonomię chanu od reszty buddyjskiej tradycji. Ostatecznie chan porzucił złożoną opisową terminologię sino-indyjskiego buddyzmu na korzyść zwięzłej retoryki, która jest uważana za powstającą spontanicznie w umyśle bez świadomej refleksji oraz transformacyjną. Te nowe sposoby ekspresji zostały także zastosowane w nauczaniu chan, czego skutkiem były radykalne pedagogiczne style nieznane rywalizującym szkołom buddyjskim.
Poprzez te dwie ewolucje zarówno w praktyce jak i retoryce, chan w okresie panowania dynastii Song był w stanie "uprawomocnić" swój własny paradygmatyczny obraz siebie, najpierw jako niezależnego przekazu oddzielnego od nauk doktrynalnych (chiń. jiaowai biechuan/buli wenzi), a następnie jako nagłego podejścia do duchowego osiągnięcia, które składa się tylko z bezpośredniej wizji oświeconej natury ludzkiego umysłu (chiń. chichi renxin/jianxing chengfo).
Te dwa elementy połączyły się w szkole hongzhou mistrza chan Mazu Daoyi (709-788) oraz w powstałej nieco później (w ramach hongzhou) szkoły linji mistrza chan Linji Yixuana (zm. 866). Następnie w szkole hongzhou pojawiła się jeszcze bardziej spontaniczna forma retoryczna ale także jako unikatowa pedagogiczna technika – "dialog spotkaniowy" (chiń. jiyuan wenda). Mistrzowie szkoły hongzhou zaczęli używać tego nowego stylu religijnej riposty jako środka katalizującego oświecenie u uczniów. Szersze implikacje tej retorycznej i pedagogicznej techniki były wykorzystywane przez późniejszych mistrzów linii przekazu w szkole linji, którzy przystąpili do prób pogodzenia jej z praxis chanu. To doprowadziło do rozwinięcia nagłego stylu medytacji: śledzenia gong’anu czy też huatou (krytycznej frazy). To podejście do praktyki, czyli nowa medytacyjna technika została nazwana chanem kanhua – chanem śledzącym krytyczną frazę – przez mistrza chan Dahui Zonggao (1089–1163). Ta metoda nie miała żadnego odpowiednika w szerokim indyjskim repertuarze medytacyjnym, jest więc unikatową chińską formą medytacji.
Indyjskie modele medytacyjne, czyli samādhi (koncentracja) i prajñā (mądrość), dla szkoły chan stanowiły konceptualny problem. Zarysowany on został już w reprezentatywnym tekście z wczesnego okresu rozwoju chanu Liuzu tanjing (Sutra Szóstego Patriarchy). W sutrze tej jest wyraźny fragment, w którym poszukuje się sposobu takiej reinterpretacji indyjskiego modelu medytacji, aby pasował on do teorii i praktyki chanistycznego subityzmu ("nagłości"). Było to konieczne, albowiem był to model stopniowego rozwoju duchowego dojrzewania od moralności (skt śīla) poprzez koncentrację (skt samādhi) do mądrości (skt prajñā). Natomiast podejście chanu było całkowicie niekonsekwentne. W tym duchu zreinterpretował on samadhi i pradźnię, już nie jako etapy praktyki, ale jako stany umysłu obecne w każdym momencie myślenia.
Jest oczywiste, że dla chanu natura samadhi i pradźni jest niedualistyczna, czego wytłumaczenie również znajduje się w Sutrze Szóstego Patriarchy. Potężny konceptualny bagaż kojarzony z samadhi i pradźnią był dla chanu tak przytłaczający, że w końcu chan dokonał kroku ostatecznego i odrzucił oba pojęcia. Jeden z najbardziej sugestywnych ataków potępiających samadhi i pradźnię powstał w Korei. Mistrz sŏn Muyŏm w swoim tekście Musŏlt'o-ron (Traktat o Bezjęzykowym Poziomie) zaatakował szkoły doktrynalne (które utrzymywały te pojęcia) jako należące do poziomu "języka", a więc podrzędnego. Natomiast szkoła sŏn (chiń. chan) należała do porządku "bezsłownego", czyli nadrzędnego. Praca ta miała ewidentnie charakter prowokacji w sytuacji, gdy nowo powstała tradycja sŏn musiała walczyć z takim potężnym w Korei przeciwnikiem jak szkoła hwaŏm.
Olbrzymi wpływ na powstanie całkowicie chińskiej metody kanhua miała medytacyjna praktyka wunian (bez myślenia) lub wuxin (bez umysłu). Po odrzuceniu samadhi i pradźni, zastąpiono je właśnie praktyką medytacyjną wunian. Stało się tak dlatego, że nie miała ona żadnych związków z indyjską tradycją. Dlatego mistrz chan Dongshan Liangjie (807-869) mógł stwierdzić: "'Bez umysłu' jest w zgodzie z najwyższą drogą".

## Termin
Słowo kan oznacza obserwowanie, introspekcję, słowo hua oznacza słowo, zdanie, frazę. Tym słowem lub frazą jest w tej praktyce krytyczne słowo/zdanie czyli huatou (dosłownie szczyt słowa). Huatou to najważniejszy element gong’anu, na którym skupia się praktyka ucznia.
Pewnego dnia mnich zapytał mistrza chan Zhaozhou Czy pies ma naturę Buddy?
Wu (nie) odpowiedział mistrz.
Wu jest właśnie tym krytycznym słowem czyli huatou.
W niektórych wypadkach samo huatou stało się gong’anem. 
Jaki jest dźwięk fletu bez otworów?
System ten został stworzony przez mistrza chan Dahui Zonggao, który zebrał wiele autentycznych gong’anów i zestawił z nich systematyczny kurs praktyki chan. Gong’an był dla niego najważniejszym środkiem treningu na drodze do przebudzenia.
Gong’any bywały używane jako jeden z elementów praktyki chan od połowy X w., jednak Dahui wyniósł praktykę gong’anową na pozycję wręcz ortodoksji w szkole linji.
W Korei jest to główna praktyka buddyzmu koreańskiego (chogye chong).
W Japonii praktykę tę stosuje szkoła rinzai.
Przeciwieństwem kanhua chan jest mozhao chan – praktyka cichego siedzenia w szkole caodong.

## Dahui Zonggao a praktyka kanhua
Mistrz Dahui jest nierozerwalnie połączony z tym, co nazwano później kanhua chan, chociaż sam tej praktyce nie nadał żadnej nazwy. Ten sposób praktyki chan polega na intensywnym skupieniu na kluczowej frazie lub "puencie", czyli huatou (dosłownie – "szczyt słowa") gong’anu. W zachodniej literaturze zwykle tłumaczy się ten termin jako "introspekcję gonga’nową".
Dahui nauczał, że intensywne skupienie się w medytacji na huatou a także na czynnościach codziennego życia, powinno ostatecznie poprowadzić do przełomu oświecenia. Bardzo mocno podkreślał, że konieczny jest moment oświecenia, bez czego osoba pozostanie w mroku ułudy. Oświecenie było dla niego niezwykle istotne i z tego wynikała jego obrona kanhua chan. W praktyce kanhua polecał z reguły historię związaną z mistrzem Zhaozhou Congshenem (778-897). Pewien mnich spytał Zhaozhou: "Czy pies ma naturę Buddy?" Zhaozhou odpowiedział: "Nie" (chin. "wu"). Dahui skomentował to w następujący sposób: "Czy chodzisz lub stoisz, siedzisz lub leżysz, nie możesz nawet na chwilę zaprzestać utrzymywania tego "nie" ("wu") w swoim umyśle. Gdy złudne myśli powstają, musisz również nie tłumić ich swoim umysłem. Jedynie utrzymuj to huatou ["nie" ("wu")]. Gdy chcesz medytować i czujesz się tępy i pomieszany, musisz zebrać całą swoją energię i podtrzymać to słowo. Wtedy nagle staniesz się jak ta stara niewidoma kobieta, która dmucha [tak pilnie] w ogień, że jej brwi i rzęsy natychmiast się spalają. Nauki, że wszystkie odczuwające istoty są obdarzone naturą Buddy, są podstawową doktryną chińskiego buddyzmu mahajany oraz podstawowym założeniem wszystkich szkół chan okresie Song. Zatem odrzucenie przez Zhaozhou istnienia w psie natury Buddy było zaskakującym wydarzeniem. Jednak, co jest jasne w wypowiedzi Dahui, sensem tej historyjki jest to, aby nie próbować zrozumieć jej w jakikolwiek intelektualny sposób, a istotą nie była sama historyjka, ale huatou, składające się z jednego słowa "nie", czy też raczej z dźwięku "wu", który był rozumiany jak całkowicie pozbawiony lingwistycznej zawartości.
Chociaż gong’an "wu" był ulubionym przez Dahui, zachęcał również do korzystania z innych gong’anów w praktyce kanhua. W liście do pewnego urzędnika napisał: "Mnich spytał Yunmena: 'Czym jest Budda?'. Yunmen odpowiedział: 'Kawałkiem zaschniętego gówna'. Po prostu hoduj to słowo [w swoim umyśle], a kiedy nagle cała twoja pomysłowość zostanie wyczerpana, wtedy będzie oświecenie".
Wydaje się więc, że praktyka kanhua miała doprowadzić praktykującego do momentu, w którym nie jest możliwe myślenie i konceptualizacja. Ale dla Dahui równoległym działaniem do koncentrowania się na huatou było skupienie się na wątpieniu praktykującej osoby. Zwątpienia są szkodliwe dla oświecenia, jednak nieoświecony umysł będzie miał je zawsze. Ale gdy praktykująca osoba zagłębi się w praktyce kanhua, wszelkie wątpienia powinny zostać zapomniane w celu skoncentrowania się na ogromnym wątpieniu tworzonym przez huatou. Według Dahui, gdy wątpienie jest skupione na huatou, stanie się jak wielka, rosnąca kula. W końcu ta kula zwątpienia roztrzaska się i wszystkie wątpliwości znikną razem z nią. Dlatego Dahui napisał: "Wielkie zwątpienie z pewnością będzie poprzedzać wielkie oświecenie".
Bardzo ważne jest, aby być świadomym różnicy między chanem kanhua a praktyką używania gong’anów jako środków nauczania. Dahui nie był przecież pierwszym mistrzem okresu Song, który używał historii gong’anowych w nauczaniu swoich uczniów.
Tradycyjnie uważa się, że rozwój chanu kanhua nastąpił jako reakcja na sformalizowanie się chanu w okresie Song; chan miał utracić swoją pierwotną witalność. Jednak ostatnie badania podważają to stanowisko. Robert Buswell twierdzi, że "bardziej owocne może być postrzeganie [gong’anu i huatou] jako produktu wewnętrznej dynamiki w chanie, która zaczęła się w [okresie] Tang, a kulminowała w [okresie] Song". I dalej: "Chan kanhua może zatem być widziany jako kulminacja długiego procesu ewolucji chanu, dzięki któremu jego retoryka nagłości (w przeciwieństwie do stopniowości) została włączona do pedagogiki i w końcu do praktyki". Jest pewne, że Dahui budował swój system kanhua opierając się na poprzednim rozwoju w praktyce gong’anowej.
Kilku historyków chan zwróciło uwagę na to, że kanhua powstała pod silnym wpływem nauczyciela Dahui – Yuanwu Keqina, który jest opisywany jako mistrz, który prowadził rewolucję w praktyce gong’anowej, co ostatecznie zaowocowało powstaniem praktyki kanhua Dahui. Keqin mocno podkreślał, iż praktykujący powinien śledzić słowo, a nie znaczenie gong’anu, czyli powinien zrozumieć gong’an bezpośrednio bez intelektualnej medytacji. Keqin być może jest także pierwszym mistrzem, który powiedział, że gdy praktykujący w pełni zrozumie jeden gong’an, to w tej chwili również wszystkie inne są zrozumiane.
Według Dahui, kanhua był medytacyjną techniką, która mogła być praktykowana w czasie codziennych czynności, chociaż uważał, iż była ona mocniejsza, gdy była praktykowana w czasie siedzącej medytacji. Co więcej, uważał także, że ta praktyka była w rzeczywistości jedyną drogą do oświecenia dla praktykujących chan w tym czasie. Prowadziło to do faktycznego odrzucenia innych buddyjskich medytacyjnych praktyk. Był w tym całkowicie odrębnym mistrzem, gdyż ogólnie mistrzowie okresu Song mieli raczej inkluzywne poglądy na buddyjska praktykę. Można zatem stwierdzić, że Dahui nie tylko rozwinął nową kontemplatywną technikę, ale wynalazł całkowicie nowy rodzaj praktyki chan w tym procesie.

## Zobacz
- Chan
- Koan